# Надгробни споменик Милисава Чамџије
Надгробни споменик Милисава Чамџије, чувеног јунака из времена Првог српског устанка (умро 1815. године) налази се на имању Бранислава Иванковића (потомка Чамџијиног брата Иванка) у Великом Борку, на територији градске општине Барајево. Споменик представља непокретно културно добро као споменик културе.
Обликом и орнаментиком споменик представља типски надгробник београдске околине са почетка 19. века (у облику квадера са заобљеним горњим делом и испупчењем на средини). Споменик је без натписа са декорацијом изведеном у плиткој пластици. Поред овог, налази се и надгробни споменик његовог брата Иванка.